# Астерикс и Клеопатра (филм)
„Астерикс и Клеопатра“ (на френски: Astérix et Cléopâtre) е френско-белгийски пълнометражен анимационен филм от 1968 г., екранизация по едноименната комикс книга на френските автори Рене Госини и Албер Юдерзо. Това е второто филмово произведение, направено по френско-белгийската комикс поредица за галския герой Астерикс, след „Астерикс Галът“ от 1967 г.
Лентата отново ни запознава с галите Астерикс, Обеликс и Гетафикс, които заминава за Александрия, Египет, за да помогнат на египетски архитект да построи за изключително кратко време дворец, с което самата кралица Клеопатра да признае величието на своята страна пред самонадеяния Юлий Цезар.
За разлика от предишното анимирано произведение, в направата на „Астерикс и Клеопатра“ се включват Госини и Юдерзо, като част от режисьорския екип, заедно с Ли Пеант. Анимационната техника на филма е по-добра от неговия предшественик, а в историята е включена известна сатира и препратки към други филмови продукции. Лентата се характеризира и с няколко музикални части – изпълняват се три песни.

## Сюжет
Внимание:  Текстът по-долу разкрива сюжета на произведението (или части от него)!
Древен Египет. Клеопатра е разгневена, заради поведението на Юлий Цезар, който смята египтяните за западаща нация. Владетелката нарежда на нескопосания архитект Едифис, да построи величествен дворец в Александрия за срок от три месеца, с което да докаже, че Египет е все още велика страна. Ако строителят не се справи ще бъде хвърлен на крокодилите. Отчаяният Едифис заминава за Галия, където търси помощ от жреца Гетафикс. Магьосникът се съгласява и тръгва за Египет, заедно с галските войни Астерикс и Обеликс, както и кучето Идефикс. По време на морското пътуване са нападнати от шайка самоуверени пирати, които са разгромени с лекота от двамата галски героя. Групата пристига в Александрия и е представена от Едифис пред самата Клеопатра. Тя намесва заплашва чужденците, че ако не помогнат на архитекта, и те ще последват злощастната му съдба.
Архитектът Артифас, съперник на Едифис, изпитва голяма завист, че строителството на двореца не е възложено на него. Лукавият мъж е решен на всяка цена да провали конкурента си и да го вкара в устата на крокодила. Той настройва работниците срещу Едифис и те отказват да продължат строежа. Адамофикс приканва Астерикс да накладе огън и приготвя отваря, която дава нечовешка физическа сила. Работниците се нареждат да вземат своите дажби от чудното питие и започват скоростно да строят сградата. Това обезпокоява Артифас и той праща своя слуга Кретенис да подкупи търговците на строителни материали. Камъните, нужни за строежа, са изхвърлени в река Нил. Тримата галя отиват да докарат нужните строителни способи. Артифас е твърдо решен да попречи на тяхното благополучно завръщане. Кретенис затваря тримата в пирамида, от която после те се измъкват. После галите са нападнати от същите нескопосани пирати. Накрая Артифас поднася торта от името на чужденците на Клеопатра, която се оказва отровна. Кралицата арестува тримата приятели, но те са освободени, след като доказват невинността си.
Цезар, обезпокоен, че започва да губи баса, праща шпионин на строежа. Завоевателят разбира, че Астерикс, Обеликс и Адамофикс са в Египет. Той изпраща трима египетски наемници да заловят жреца. Астерикс и Обеликс освобождават своя друид от зандана и нареждат хубаво приближените на Цезар. Диктаторът изпраща цяла армия срещу строителите. Войниците обсаждат галите и Едифас, и започват да разрушават постройката. Дотматикс е пратен с писмо за помощ при Клеопатра. Владетелката откликва и спира нападението на римляните. Цезар и войската се оттеглят. В следващите месеци дворецът е завършен и Едифис е заринат със злато. Галите се завръщат в родината си, където са посрещнати с пиршества.

## Персонажи
- Астерикс (Astérix) – дребничък галски войн, един от най-добрите приятели на Гетафикс. Той е смел и находчив, и разчита повече на интелекта си, отколкото на вълшебната отвара. Обича да се впуска в битки и да преодолява трудни изпитания. Придружител в неговите пътешествия е Обеликс, чийто действия не винаги одобрява малкия гал.

- Обеликс (Obelix) – верен другар на Астерикс във всичките му пътешествия и приятел на Гетафикс. Той е най-силният гал в цялото село. Като малък е паднал в кацата с отваря и от там придобива нечовешка сила, но и тотална забрана да се докосва повече до магическото питие. Дебел и чревоугодник.

- Гетафикс/Адамофикс (Panoramix) – жрец на галското село, който приготвя тайнствена вълшебна отвара, и добър приятел на Астерикс и Обеликс. Той е изключително мъдър и уравновесен. Носи дълга брада и бели одежди. Добър познат на Едифис. Цезар изпитва страх към него.

- Едифис (Numérobis) – египетски архитект, познат като най-ужасния строител в Александрия. Стар приятел на Гетафикс. Дребен на ръст. Притеснителен и чувствителен, често изпада в отчаяния.

- Клеопатра (Cléopâtre) – кралица на Египет и възлюбена на Юлий Цезар. Своенравна, гневлива и горда жена. Склонна към излишен драматизъм. Прочута с красивия си външен вид.

- Артифас (Amonbofis) – архитект, конкурент на Едифас. Изключително лукав и коварен мъж, който има за цел да провали проекта на своя колега. Има личен слуга – Кретенис.

- Кретенис/Кругарт (Tournevis) – слуга на Артифас. Участва във всички неговите зли деяния. Дребен и подмолен.

- Юлий Цезар (Jules César) – римски завоевател и диктатор, възлюбен на Клеопатра. Изпитва страх от тримата гали.

- Капитана на пиратите (Le capitaine des pirates) – предводител на шайка пирати, чиито най-голям страх стават галите.

- Шпионин на Юлий Цезар – странно създание, което има способността да се слива с околната среда.

## Различия от комикса и другите филми
- Пиратският екипаж изглежда различно в „Астерикс и Клеопатра“, в сравнение с комикса и предишните адаптации. Капитанът на пиратите е изобразен по-висок и мускулест, косато му е червена и носи шлем, чийто рога са огромни. Наблюдаващият от екипажа е по-дребничък, а хитрият стар пират е заменен от зелен папагал, кацнал на рамото на главатаря. Също така пиратите имат значително по-голямо участие в анимационния филм: вместо да потопят кораби си, веднага щом виждат галите, главорезите са взети на абордаж от Астерикс и Обеликс и следва битка, придружена с музика и комични ситуации. Пиратите имат и второ участие, което липсва съвсем от сюжета на комикс албума.

- В книгата е представен персонаж на име Прошнурис – писар на Едифис (в комикса Панелис). Даденият образ, изключително интелигентен и начетен, помага на галите в превода им от египетски език и верен приближен на архитекта, оповестяващ всяка лоша вест. Прошнурис отсъства от филма.

- Главният отговорник за изхвърлянето на строителните материали за двореца – подкупният водач на кервана – има малко по-удължено участие в комикса. Там той отива на строежа и оповестява, че кариерите били изчерпани и иска да му се плати за курса. Обеликс набива наглия египтянин и мъжът си признава че Артифас (в комикса Амаципис) му е платил да изхвърли камъните. След това галите забират пребитият водач на своето пътешествие, за да им помогне в намирането на материали за двореца.

## DVD и VHS издания
Филмът е издаден в България на VHS носител през 1999 г. от „МейСтар Филм“, заедно с цялата дотогавашна анимационна поредица, всички с български дублаж. През 2006 г. лентата е преиздадена на DVD от „Мултивижън“, като подарък към вестник „Уикенд“ с различен български превод.

## Дублаж

### Арс Диджитал Студио(1999)
| Превод              | Орлин Василев                                            |
| Режисьор на дублажа | Чавдар Монов                                             |
| Тонрежисьор         | Венислава Николова                                       |
| Озвучаващи артисти  | Василка Сугарева Георги Тодоров Иван Райков Пламен Захов |

### Мависта Студио (2006)
| Превод               | Свобода Витова                     |
| Озвучаващи артисти   | Светлана Смолева Станислав Пищалов |
| Техническа обработка | Ретел Аудио-Видео                  |